# ブルース・リィ
ブルース・リィ（黎小龍、Bruce Li、1950年6月5日-  本名：ホー・チョンドー（何宗道））は台湾の武道家、俳優、整復師。ブルース・リーのソックリさんとして、一連の「ソックリさんブーム」の中では随一の存在だった。

## 人生と映画キャリア
1950年に生まれたホー・チョンドーは、若い頃に武道を習い、台湾と香港で「ジェームズ・ホー」という芸名でスタントマンをしていた。ブルース・リーの死後、香港映画界はホーがブルース・リーにそっくりであることに注目し、『死亡遊戯』のプロデューサーが映画の後半にブルース・リーの代役として出演するよう打診したが、ホーはこれを辞退した。この後、ホーはプロデューサーで俳優のジミー・ショウと契約し、「ブルース・リィ（黎小龍、Bruce Li）」という芸名を与えられる。
リィは軍役を終えるまでに『新死亡遊戯 七人のカンフー』に出演するが、この映画で人生を台無しにすることになる。伝記映画『唐山截拳道』（1976年、日本未公開）への出演でスターになるきっかけをつかむ。台湾・香港のプロデューサー達は、彼を「ブルース・リー」とはっきりクレジットし、またブルース・リー本人の写真をポスターに使用していた。更に『猛龍征東』（日本未公開）では、『グリーン・ホーネット』の助手であるカトーをブルース・リー本人そっくりに演じた。プロデューサー達はブルース・リーの正式な後継者として売り出そうと『ブルース・リーを探せ!』（1976年）を製作した。アンジェラ・マオ主演の『大圏套』（日本未公開）で、リィはポール・スミスと戦闘シーンを繰り広げている。
1978年には、『ドラゴン怒りの鉄拳』の（非公式の）続編である『精武門續集』『截拳鷹爪功』（いずれも日本未公開）にも出演。また同年、伝記映画『ブルース・リー物語』でブルース作品の戦闘シーンを再現するなど、再びブルース・リー役を演じ、ブルース・リーの優れた伝記映画の一つとして愛好者から評価されている。彼は日本のテレビドラマ『Gメン'75』の香港カラテロケシリーズの第11・12弾「Gメン対世界最強の香港カラテ」「Gメン対世界最強の香港カラテPART2」、続く第13弾「香港カラテ殺人旅行」にもゲスト出演し、Gメンの助っ人役で本場のカンフー技を見せていた。
1980年代まで武道映画に出演し続け、『龍的影子』（1981年、日本未公開）では自身で監督も務めた。だが、リィ自身は、ブルース・リーのそっくりさんを演じるのを嫌がっており、映画には出演しなくなっていった。夫人を癌で亡くした後、1985年に台湾に帰国、台北のピンチュン大学で念願であった体育教師に就くかたわらコメディアンの見習いに武道を教えるなど、映画界からは退いた。その後はカンフー・スターのドキュメンタリーなどに出演した。

## 現在
台湾のウェブサイト「整復師健康支援網」において、「金級整復師」としてその名前（何宗道）と近影を確認する事が出来る。
- 整復師健康支援網

## 出演
- 新死亡遊戯 七人のカンフー (1975)
- ブルース・リー物語 (1976)
- ブルース・リーを探せ! (1976)
- ブルース・リィの刑事物語 (1978)
- ブルース・リィの大金塊 (1979)
- 酔殺拳スーパー・フィスト (1982)